# Olympische Winterspiele 1992/Geschwindigkeitsskifahren
Bei den XVI. Olympischen Spielen 1992 in Albertville wurde Geschwindigkeitsskifahren als Demonstrationswettbewerb ausgetragen. Auf der etwa 60 km von Albertville entfernt gelegenen Hochgeschwindigkeitspiste in Les Arcs gab es je einen Wettbewerb für Männer und Frauen. Auf der mit bis zu 70 % Gefälle extrem steilen, von allen Hindernissen befreiten Piste wurde auf einer Strecke von 100 m zwischen zwei Lichtschranken die Durchschnittsgeschwindigkeit gemessen. Die beim französischen Sieger Michael Prufer aus zwei Durchgängen ermittelte Geschwindigkeit betrug 229,299 km/h und bedeutete damit Weltrekord. Dabei überbot er seine eigene Bestmarke aus dem Jahr 1988 um 5,558 km/h. Tarja Mulari aus Finnland stellte mit 219,245 km/h ebenfalls einen neuen Weltrekord auf (alter WR: 214,723 km/h). Der Wettbewerb wurde jedoch von einem tödlichen Unfall des Schweizer Rennfahrers Nicolas Bochatay überschattet, der auf einer öffentlichen Skipiste mit einer Pistenraupe kollidiert war.

## Männer
| Platz | Land | Sportler           | Geschwindigkeit |
| ----- | ---- | ------------------ | --------------- |
| 1     | FRA  | Michael Prufer     | 229,299 km/h    |
| 2     | FRA  | Philippe Goitschel | 228,717 km/h    |
| 3     | USA  | Jeffrey Hamilton   | 226,700 km/h    |
| 4     | FRA  | Laurent Sistach    | 225,000 km/h    |
| 5     | FRA  | Claude Basile      | 223,464 km/h    |
| 6     | TCH  | Petr Kakes         | 223,325 km/h    |
| 7     | USA  | James Morgan       | 222,910 km/h    |
| 8     | AUT  | Franz Weber        | 222,222 km/h    |
| 9     | SUI  | Silvano Meli       | 222,085 km/h    |
| …     | …    | …                  | …               |
| 12    | AUT  | Gerhard Pottler    | 221,266 km/h    |
| 18    | SUI  | Roger Stump        | 214,925 km/h    |
| 18    | SUI  | Pierre-Yves Jorand | 214,669 km/h    |
| 18    | SUI  | Nicolas Bochatay   | 210,650 km/h    |
| 22    | AUT  | Harald Egger       | 206,304 km/h    |
| 29    | GER  | Florian Maurer     | 201,794 km/h    |
| 32    | GER  | Christian Zach     | 194,280 km/h    |
| 37    | GER  | Falk Hess          | 191,898 km/h    |
| 43    | GER  | Robert Empl        | 187,110 km/h    |

## Frauen
| Platz | Land | Sportler                  | Geschwindigkeit |
| ----- | ---- | ------------------------- | --------------- |
| 1     | FIN  | Tarja Mulari              | 219,245 km/h    |
| 2     | NOR  | Liss Pettersen            | 212,892 km/h    |
| 3     | SUI  | Renata Kolarova           | 210,526 km/h    |
| 4     | SWE  | Anna Morin                | 209,790 km/h    |
| 5     | USA  | Melissa Dimino-Simons     | 203,620 km/h    |
| 6     | CAN  | Lark Frolek               | 195,865 km/h    |
| 7     | FRA  | Françoise Beguin          | 195,972 km/h    |
| 8     | FRA  | Jacqueline Blanc          | 199,115 km/h    |
| …     | …    | …                         | …               |
| 12    | SUI  | Marie-Noel Lappert-Estier | 193,029 km/h    |
| 15    | SUI  | Valerie Gomez             | 190,779 km/h    |